# Dubranec
 Dubranec  falu Horvátországban Zágráb megyében. Közigazgatásilag Velika Goricához tartozik.

## Fekvése
Zágráb központjától 22 km-re délre, községközpontjától 15 km-re délnyugatra, a Vukomerići dombok között fekszik.

## Története
Területén már az i. e. 4. évezredben az újkőkorban is éltek emberek, ezt bizonyítják az itt feltárt, a Balaton-Lasinja kultúrához tartozó régészeti leletek. 
A középkorban lakói kezdetben a zágrábi várispánsághoz tartozó szerviensek voltak. 1225-ben IV. Béla még szlavón hercegként a zágrábi várhoz tartozó egyes jobbágyokat nemesi rangra emelt, akik mentesültek a várispánok joghatósága alól és a zágrábi mező (Campi Zagrabiensis) nemeseinek közössége, azaz saját maguk által választott saját joghatóság (comes terrestris) alá kerültek. Az így megalakított Túrmezei Nemesi Kerülethez tartozott a település is. Ezen belül közigazgatásilag a Vrhovlje (montes S. Catherinae) járásának központja és egyik judikátusi székhelye volt.
Régi plébániatemplomát, melyet Alexandriai Szent Katalin tiszteletére szenteltek már 1334-ben említi a zágrábi káptalan statutuma. 1650 körül a hívek a faluban új kápolnát építettek mivel a régi, a falun kívül álló templom télen nehezen volt megközelíthető. A Havas Boldogasszony kápolna 1714-től lett a falu plébániatemploma. A régi templomot 1820 körül rossz állatota miatt lebontották, az 1824-es egyházlátogatás már nem említi. 
A falu és környéke a 16. századtól sokat szenvedett a gyakori török támadások miatt. Amikor 1592-ben Hasszán boszniai pasa végigpusztította a Túrmezőt és mintegy 35000 lakost hurcolt rabságba számos ősi túrmezei család pusztult ki és nem maradt egyetlen ép falu sem. A török veszély megszűnése annak a nagy győzelemnek köszönhető, melyet a horvát sereg 1593. június 22-én Sziszeknél aratott a török felett.
A túrmezei kerület megszüntetése után a falut is a Zágráb vármegyéhez  csatolták. 1857-ben 291, 1910-ben 494 lakosa volt. Trianon előtt Zágráb vármegye Nagygoricai járásához tartozott. 2001-ben a falunak 338 lakosa volt. A plébániának 70 tagból álló ének és zenekara, akik a hazai fesztiválokon kívül már felléptek Csehországban és Magyarországon is.

## Lakosság
| Lakosság változása | Lakosság változása | Lakosság változása | Lakosság változása | Lakosság változása | Lakosság változása | Lakosság változása | Lakosság változása | Lakosság változása | Lakosság változása | Lakosság változása | Lakosság változása | Lakosság változása | Lakosság változása | Lakosság változása |
| ------------------ | ------------------ | ------------------ | ------------------ | ------------------ | ------------------ | ------------------ | ------------------ | ------------------ | ------------------ | ------------------ | ------------------ | ------------------ | ------------------ | ------------------ |
| 1857               | 1869               | 1880               | 1890               | 1900               | 1910               | 1921               | 1931               | 1948               | 1953               | 1961               | 1971               | 1981               | 1991               | 2001               |
| 291                | 368                | 385                | 444                | 454                | 494                | 462                | 499                | 454                | 461                | 407                | 367                | 333                | 320                | 338                |

## Nevezetességei
- A Havas Boldogasszony tiszteletére szentelt plébániatemploma[3] 1650-ben épült. Eredetileg fából épített kápolna volt, 1668-ban előtérrel és harangtoronnyal bővítették. A 18. század elején előbb a szentélyt, majd a hajót is felfalazták. 1714-ben lett a falu plébániatemploma. Az idők folyamán többször átépítették, mai formáját Hermann Bollé tervei alapján nyerte el 1881-ben, amikor ún. „turopoljei stílusban” építették át és a sajátos helyi díszítőelemekkel látták el. Belseje teljesen egyedülálló . Oltárait, melyek a Havas Boldogasszony, Szent József és Szent Katalin tiszteletére vannak szentelve Bollé tervei alapján I. Wagmeister építette. Festett üvegablakai Bécsben készültek, belső festése az osztrák Clausen mester munkája. Képei közül különösen a Szűzanyának még a régi kápolnából származó képét övezi nagy tisztelet. A homlokzaton elhelyezett Megfeszített Jézus szobrot, alatta Máriával és Szent Jánossal korának neves szobrásza Dragutin Morak faragta. A templomnak nagyon szép karácsonyi betleheme van, mely mintegy harminc darab 40 cm magas figurából áll. Mate Mihinice obrezinei szobrász készítette 1989-ben.
- Alexandriai Szent Katalin tiszteletére szentelt kápolnája[4] a szőlőhegyen az erdőben egy dombon áll, kupolás külső formája mauzóleumra emlékeztet. 1925-ben épült az ősi mauzóleumok mintájára, tervezője a nagygoricai Nikola Hribar (1867-1957) volt. Jelentős építészeti és környezeti értékkel bír.